# 广叶星蕨
广叶星蕨（学名：Microsorum steerei）为水龙骨科星蕨属下的一个种。